# 玉ノ井部屋

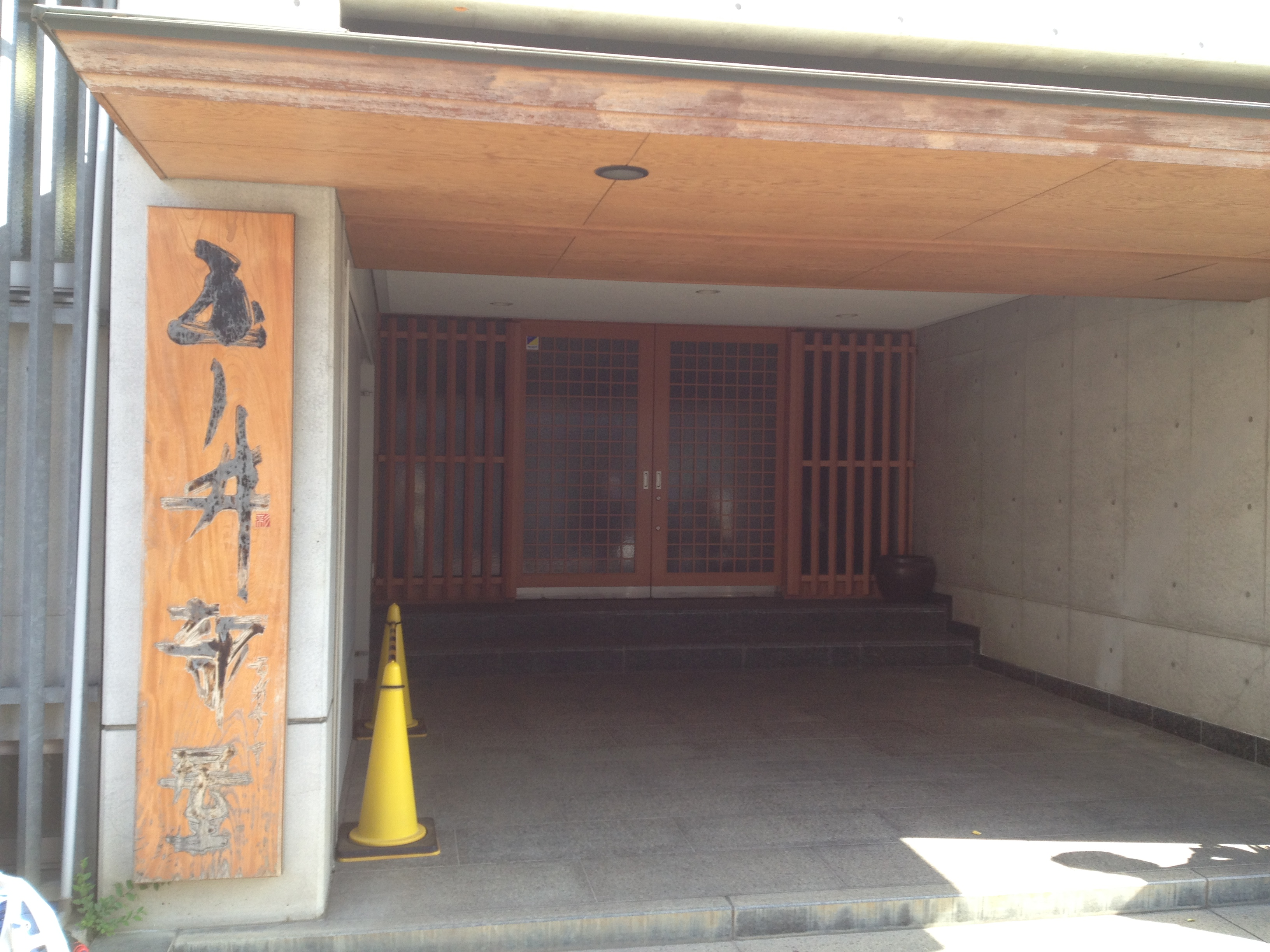
玉ノ井部屋

玉ノ井部屋（たまのいべや）は、日本相撲協会に所属する出羽海一門の相撲部屋。

## 概要
1977年（昭和52年）1月場所限りで引退して、以降は春日野部屋の部屋付き親方に就任していた年寄・13代玉ノ井（元関脇・栃東）が、1990年（平成2年）1月場所後に3人の内弟子を連れて春日野部屋から分家独立して玉ノ井部屋を創設した。この時、春日野部屋の部屋付き親方である11代山分（元幕内・栃富士）も共にへ移籍した。東京都足立区に初めて創設された相撲部屋である。1991年には日系人を含む5人のブラジル出身の力士を入門させて話題となった。
13代は実子である大関・栃東を筆頭として、他にブラジルとの弟子集めのパイプがあったことから、ブラジル出身の国東などの関取を育て上げた。2009年9月3日に定年退職を迎えたため、部屋付き親方である栃東親方（元大関・栃東）が年寄・14代玉ノ井を襲名して部屋を継承した。2011年1月場所において富士東が新十両へ昇進し、14代が師匠に就任してからは初となる関取が誕生している。
2020年1月現在まで13代からの弟子である富士東、芳東、東龍が幕内昇進、14代子飼いの東白龍が十両昇進を果たしている。
九州情報大学との繋がりがあり、東龍を始めとした一定数の力士が九州情報大学から入門した。

## 新型コロナウイルスの集団感染
2020年9月10日、日本相撲協会は玉ノ井部屋で所属力士28人中、十両の富士東と幕下以下の力士17名が2019新型コロナウイルスに感染したことが分かったと発表した。同月5日に部屋所属の幕下以下の力士1名の感染が判明し、濃厚接触者・部屋関係者がPCR検査か抗原検査を受けて判明したという。9日に芝田山広報部長は新たな感染者の存在に言及し、複数であることを示唆していた。軽症の12人が医療機関に入院し、無症状の7人は部屋施設内で隔離されていたが、その後、同月10日のうちに更に3人が、翌11日に残る4人も入院し、感染が確認された19人全員が入院した。一ヵ所でなく、振り分けられての入院となったという。
このため、玉ノ井部屋所属の力士全員と師匠の玉ノ井は9月場所を全休することとなり、指定期間の外出禁止となった。裏方(行司、呼び出し、床山、世話人)については部屋に全く行っていなかったため、感染症の専門家が出場には問題ないと判断したという。また休場する力士たちの成績について芝田山広報部長は「それは審判部が場所後の編成会議で決めること」としながらも「何かしらの形でとらないといけない。感染が悪いわけではないので」と救済措置の検討を示唆した。
15日に相撲協会は当初の検査で陰性だった9人の力士のうち、5人の感染が確認されたことを発表した。この9人は部屋で隔離中であり、13日から念のためにPCR検査を受けて感染が判明。師匠の玉ノ井と十両の東龍は陰性であった。5人は無症状ではあるが、これから手続きの後に入院を予定している。既に入院している力士のなかに症状がある者・重症者はこの時点では無いという。
足立区はこの集団感染をクラスターとして公表しており、9月場所の初日恒例の協会挨拶中に八角理事長がこのことについて謝罪した。
25日の電話取材で芝田山広報部長は入院していた力士について、再検査で陰性となって許可が出た者から随時退院しており、26日で全員退院となることを明かした。
9月場所を全休する玉ノ井に代わり、審判の職務は若藤が代行している。
9月場所千秋楽の27日、打ち出し後に玉ノ井部屋は公式Instagramを更新。師匠玉ノ井の名前で感染者の治療にあたった医療関係者への謝意を表すとともに、感染者全員の退院、保健所・感染症専門家の指導のもと部屋関係者の自宅待機の期間の終了、部屋内の消毒の完了の報告が行われた。
30日、相撲協会は11月場所の番付編成会議で玉ノ井部屋力士全員について9月場所と同じ番付に据え置くことを決定した。伊勢ヶ濱審判部長が電話取材に応じ、「それ以上やれることが無い。本人たちも休みたくて休んでいる訳では無い。コロナという特殊なことがあったのでそういう判断となった」「インフルエンザは薬もあるし、予防接種も受けられる」と番付に影響するインフルエンザでの休場との違いも併せて説明した。

## 所在地
- 東京都足立区西新井4-1-1
- 東武大師線大師前駅徒歩8分[21]

2004年に足立区梅田4丁目から現在地に移転した。現在地は足立区との間で50年の定期借地権契約を結んでいる。

## 師匠
- 13代：玉ノ井 友宣（たまのい ともより、関脇・初代栃東、福島）14代玉ノ井へ継承、日本相撲協会停年退職後は、玉ノ井部屋の師範代となった。
- 14代：玉ノ井 太祐（たまのい だいすけ、大関・2代目栃東、東京）

## 力士

### 現役の関取経験力士
- 富士東和佳（前4・東京）13代、14代弟子
- 芳東洋（前12・熊本）13代、14代弟子
- 東白龍雅士（前15・東京）14代弟子
- 羽出山将（十10・東京）14代弟子

### 引退した関取経験者

#### 大関
- 栃東大裕（東京）13代弟子-2代目栃東

#### 幕内
- 東龍強（前11・モンゴル）13代、14代弟子

#### 十両
- 国東始（十4・ブラジル）13代弟子
- 大日岳栄隆（十7・福島）13代弟子- 部屋創設時に春日野部屋から移籍
- 隆濤剛（十8・ブラジル）13代弟子
- 若東吉信（十13・ブラジル）13代弟子